# Stary cmentarz żydowski w Piotrkowie Trybunalskim
Stary cmentarz żydowski w Piotrkowie Trybunalskim – kirkut znajdujący się do XIX w. w Piotrkowie Trybunalskim przy ul. Wojska Polskiego.

## Historia
Cmentarz został założony w 1679 i był wykorzystywany do końca XVIII wieku, zlikwidowany w XIX wieku. Na jego terenie nie zachowały się żadne nagrobki. Na terenie cmentarza utworzono skwer. W 1997 roku ufundowano tablicę pamiątkową ku czci pochowanych na nim osób.